# Benjamin F. Shively
Benjamin F. Shively (Indiana, 1857. március 20. – Washington, 1916. március 14.) az Amerikai Egyesült Államok szenátora (Indiana, 1909–1916).